# Метеора

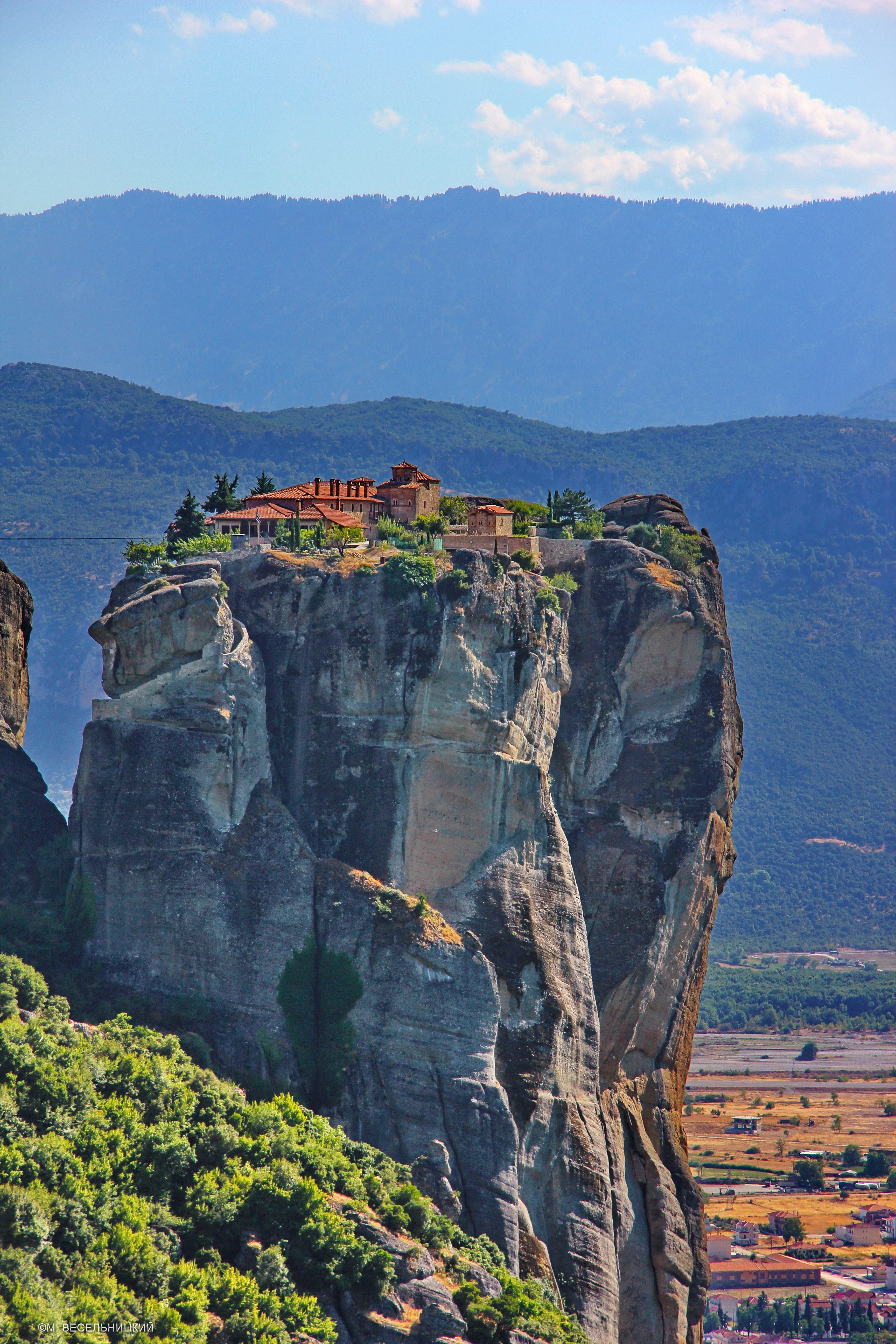
Монастырь Святой Троицы

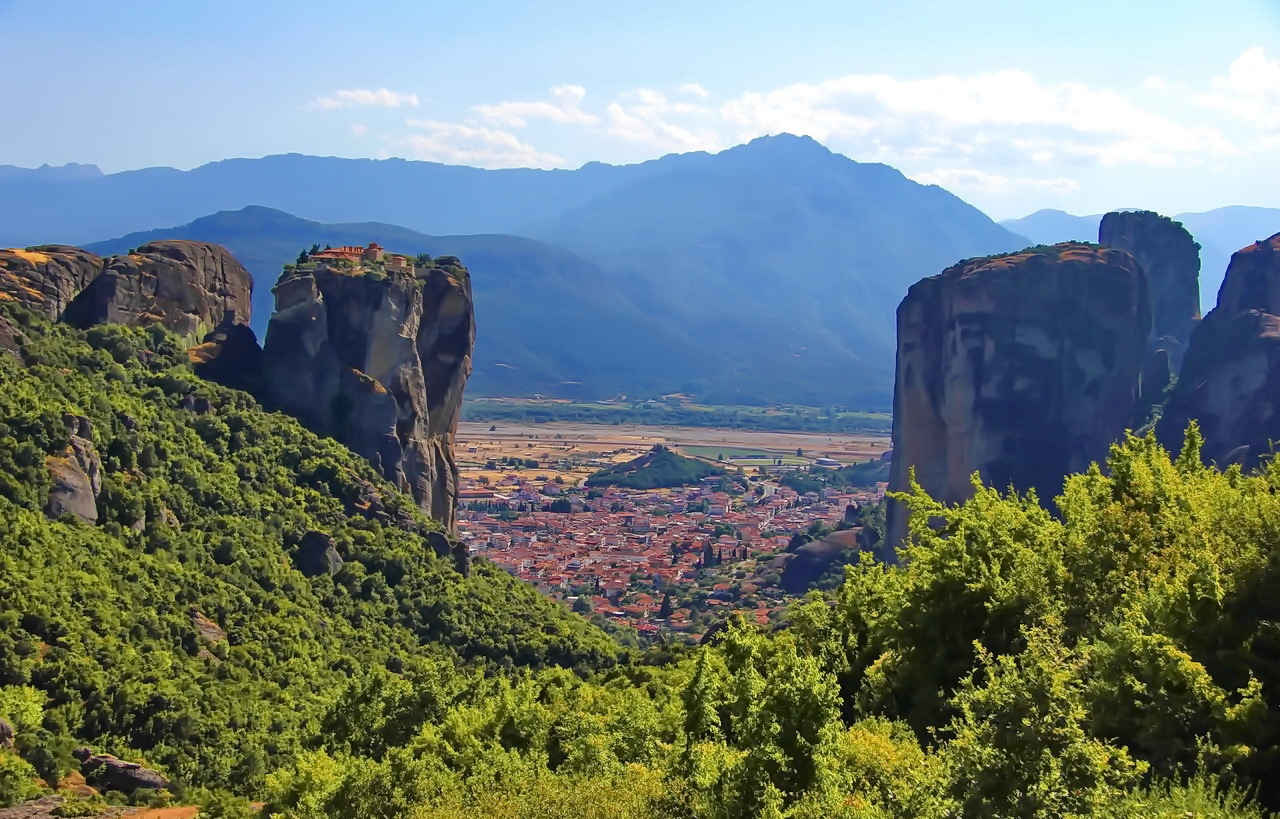
Вид на долину

Мете́оры (греч. Μετέωρα — «парящие в воздухе») — скалы, состоящие из смеси песчаника и обломочной горной породы и достигающие в высоту 600 м над уровнем моря, в горах Фессалии на севере Греции, на севере периферийной единицы Трикала периферии Фессалия, в 1—2 км к северу от города Каламбака (ранее Стаги). Известны с X века, наряду с Афоном, как один из центров православного монашества в Греции. В 1988 году монастыри, расположенные на вершинах скал, были включены в список объектов Всемирного наследия. В церковно-каноническом отношении монашеские поселения относятся к Стагонской и Метеорской митрополии Элладской церкви. Скалы образовались более 60 млн лет назад и являлись каменистым дном доисторического моря, находившегося на месте равнины.
Всего на протяжении истории, по разным источникам, существовало 22 или 24 монастыря наряду со множеством одиночных келий, аскитириев, часовен, скитов, пещер, затворов, столпов, рассеянных по всем метеорским горам. Некоторые из монастырей сохранились в виде развалин. Ныне всего шесть монастырей: четыре мужских и два женских.

## История

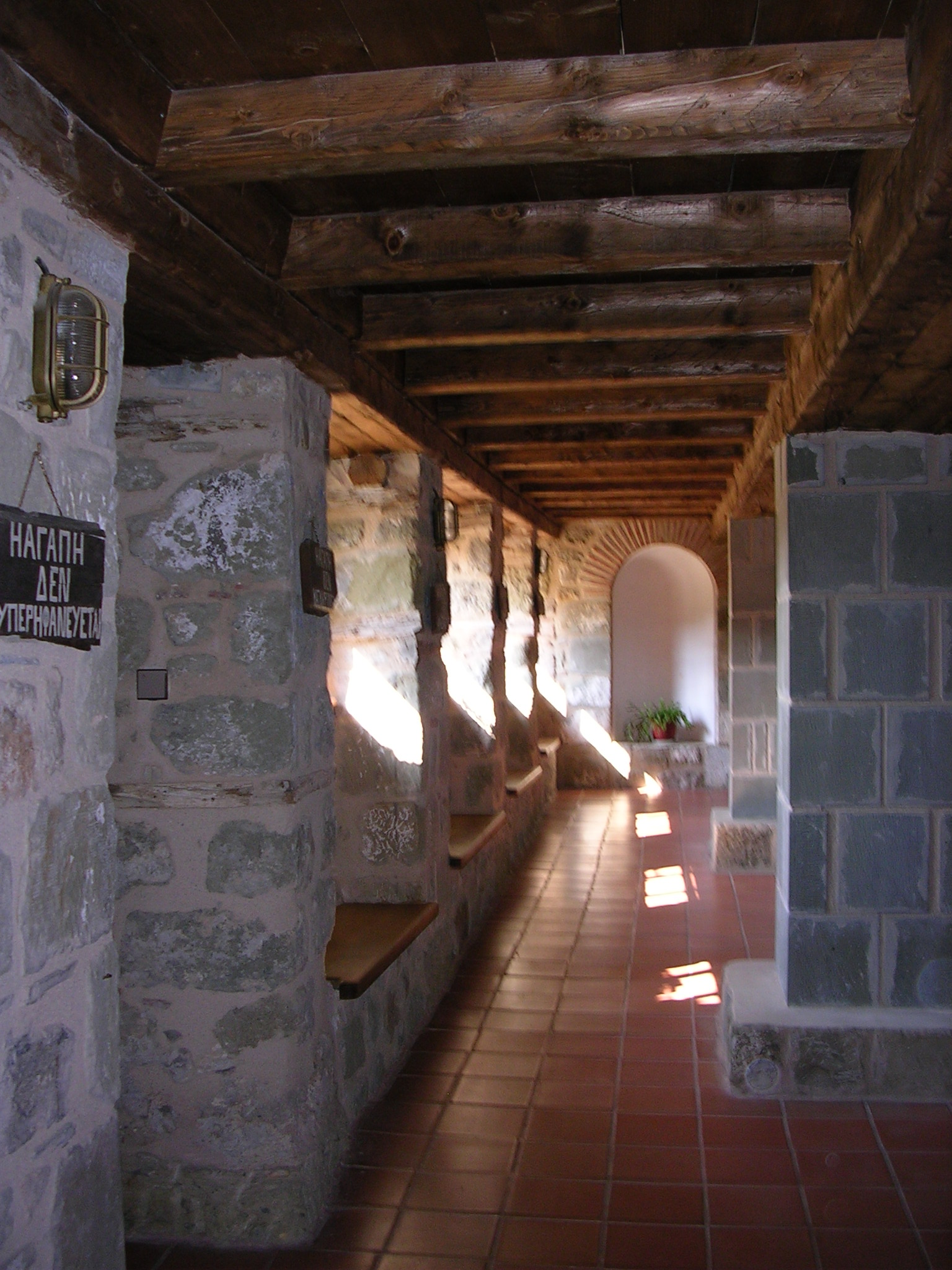
Коридоры монастыря Святой Троицы

### Отшельники
По преданию, первые отшельники поднялись на эти каменистые и неприступные, отрезанные от мира вершины скал задолго до X века. Они жили в пещерах и в скальных углублениях, а рядом основывали небольшие площадки, так называемые «молельные места» для совместного совершения молитв и изучения духовных текстов. Однако для участия в богослужениях и церковных таинствах (прежде всего причастии) отшельникам приходилось спускаться в старую церковь Архангелов в городе Стаги, а позднее во вновь построенную церковь Богородицы.
Согласно большинству исследователей, первым отшельником был некий Варнава, который в 950—970 годах построил старейший скит Святого Духа (Σκήτη του Αγίου Πνεύματος). Затем последовало возведение Преображенского скита (1020 год) критским монахом Андроником, а в 1160 году был сооружён скит Стаги или Дупиани. Основание этого скита положило начало организованному монашескому «государству» (общине) — Метеорам, и общинной монастырской жизни.

### Образование монастырского комплекса

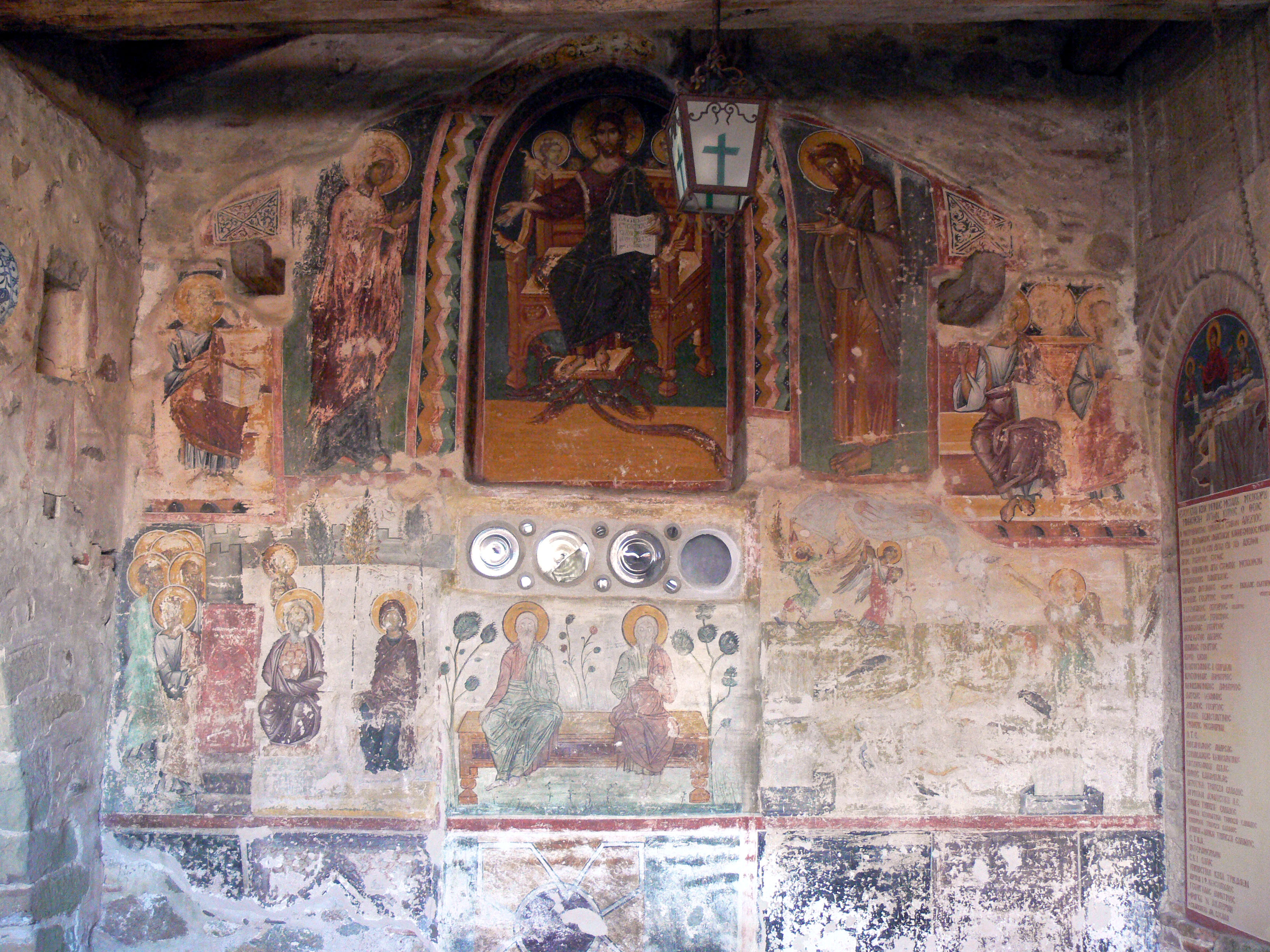
Фрески

В течение двух-трёх веков Метеоры жили в атмосфере мира и спокойствия, но в XIII веке начались вторжения крестоносцев, сербов, албанцев и турок, стремившихся захватить Фессалию. В 1334 году в Метеоры прибыл монах Афанасий, изгнанный со Святой горы Афона нашествием корсаров, сопровождаемый своим духовным пастырем Григорием. Они обосновались на столпе Стаги («Столп Капель») и прожили там около 10 лет. Афанасий, впоследствии святой Афанасий Метеорский, имел единственную цель — создание хорошо организованного монастыря по подобию афонских. В 1334 году он собрал 14 монахов из близлежащей округи и поднялся на «Платис Литос» (широкий камень) — гигантскую скалу высотой 613 метров над уровнем моря, 413 над уровнем городка Каламбака, начав поистине титаническое для той эпохи дело — строительство первых сооружений знаменитого впоследствии монастыря «Великий Метеор» или Преображения. Этим монахом впервые были определены правила поведения, которым должны были следовать монахи, соблюдая законы монастырской жизни в Метеорах. Считается, что именно Афанасий дал этим скалам название «Метеоры». В 1371 году в Метеоры прибыл эпирский Иоанн Уреш Палеолог, недавно принявший престол после смерти своего отца Симеона Синиши. Познакомившись с Афанасием Метеорским, Иоанн решил оставить управление страной и принял монашеский постриг под именем Иоасаф; в 1390-х годах, после смерти Афанасия, он стал игуменом Преображенского монастыря. С 1490 года настоятель Преображенского монастыря является руководителем всей монастырской общины Литополиса (скального города) Стаги.

### Перечень монастырей
Расцвет монашеской страны приходится на XVI век. Величие этого места и его естественная природная безопасность от нашествий грабителей и разбойников, которую ощущали монахи благодаря высоте отвесных скал, позволило создать с течением времени крупную организованную монашескую общину с множеством монастырей, которые росли и укреплялись с помощью многочисленных даров и вкладов правителей и архонтов. В результате, многие известные и неизвестные духовные лица основали следующие монастыри (полужирным выделены ныне действующие монастыри):
- «Архангелов» (греч. Ταξιαρχών)

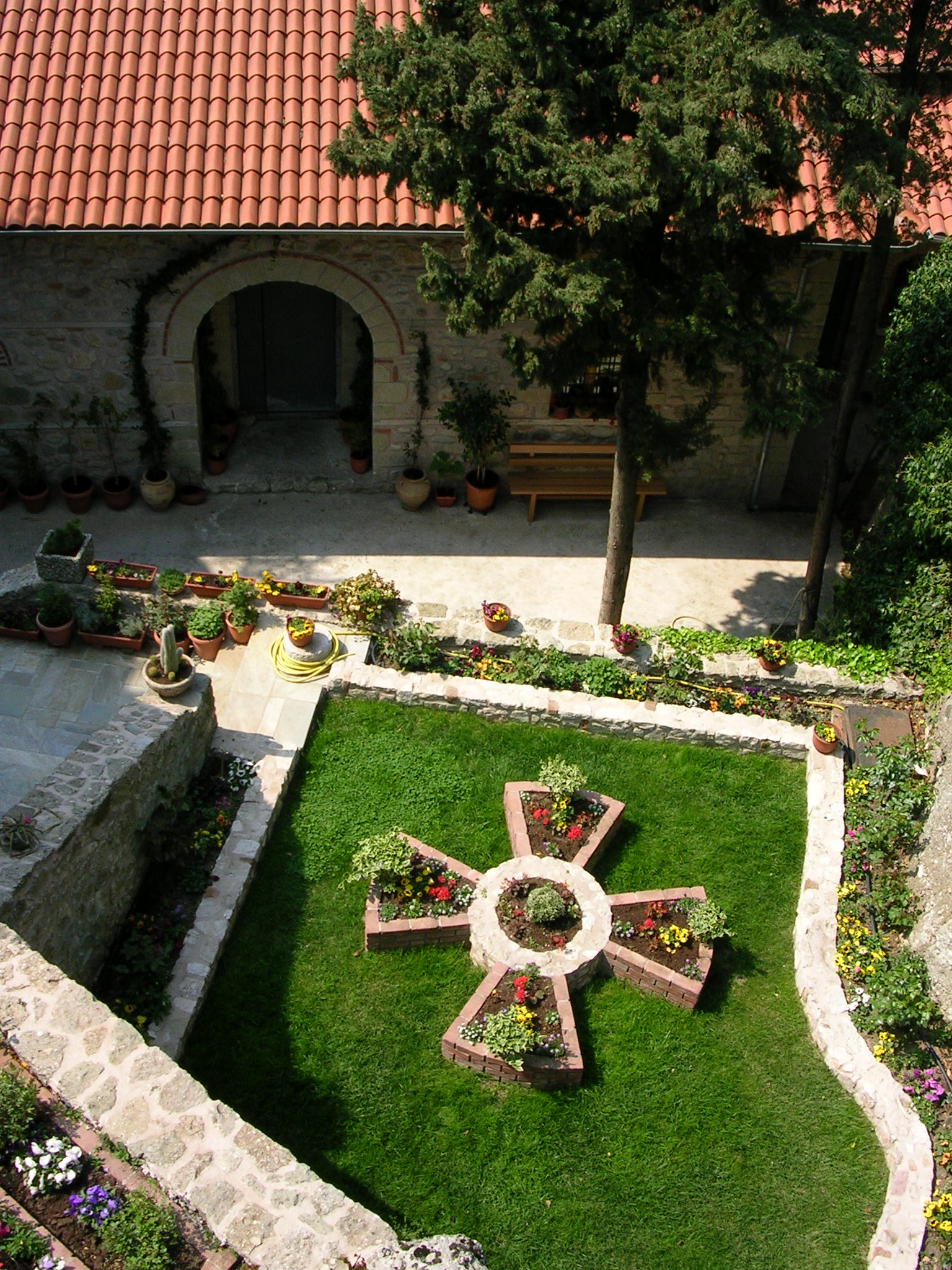
Двор монастыря Русану

- «Вериг Апостола Петра» (начало XV века) (Αλύσεως Αποστόλου Πέτρου)
- «Вседержителя» (Παντοκράτορα)
- «Иоанна Бунильского» (Ιωάννου του Μπουνήλα)
- «Иоанна Предтечи» (середина XVII века) (Προδρόμου)
- «Ипсилотерас или Каллиграфов» (середина XV века) (Μονής Υψηλωτέρας / Καλλιγράφων)
- «Калистрата» (Καλλιστράτου)
- «Миканской Богоматери» (вторая половина XIV века) (Παναγίας της Μήκανης)
- «Преображенский» (της Μεταμόρφωσης)
- «Русану или Арсану» (Ρουσάνου / Αρσάνου)
- «Святого Антония» (XIV век) (Αγίου Αντωνίου)
- «Святого Варлаама» или Всех Святых (Βαρλαάμ / Αγίων Πάντων)
- «Святого Георгия Мандиласа (Палаточника)» (Αγίου Γεωργίου του Μανδηλά)
- «Святого Григория» (XIV век) (Αγίου Γρηγορίου)
- «Святого Димитрия» (Αγίου Δημητρίου)
- «Святого Модеста» (XII век) (Μοδέστου)
- «Святого Монастыря или Богородицы» (вторая половина XV века) (Αγίας Μονής)
- «Святого Николая Бандова или Кофина» (около 1400 года) (Αγίου Νικολάου του Μπάντοβα)
- «Святого Николая Анапавсаса» (Αγίου Νικολάου Αναπαυσά)
- «Святого Стефана» (Αγίου Στεφάνου)
- «Святой Троицы» (Αγίας Τριάδος)
- «Святых Апостолов» (начало XVI века) (Αγίων Αποστόλων)
- «Святых Феодор» (Αγίων Θεοδώρων)
- «Сретения» (Υπαπαντής)[5]

Эти 24 монастыря существовали в период расцвета монастырского государства, однако постепенно оно начало приходить в упадок.
До 20-х годов XX века, когда к монастырям были проложены дороги и сделаны каменные ступени для подъёма, монахи и посетители могли попасть в монастыри только по навесным деревянным лестницам, либо с помощью монахов, которые поднимали их в специальных сетках (а в первые века существования комплекса монахами использовались сплошные леса из брусьев, крепившиеся в расщелинах скал). Подъём занимал более получаса; сети иногда рвались, монах-гимнограф так предупреждал об опасности:
Сеть говорит иноку: Будь бдителен; я не только поднимаю тебя от земли к вершине, но возношу тебя на Небо
 Таким же образом на вершину скал поднимались все строительные материалы для возведения монастырских строений, продукты питания и другие необходимые для монастырской жизни вещи.
Во время Второй мировой войны монастыри были разграблены немецкими и итальянскими оккупантами, пострадали они и в годы Гражданской войны. Однако уже в первые послевоенные годы началось восстановление монастырской жизни, при этом Метеоры стали популярным туристическим объектом.

## Действующие монастыри

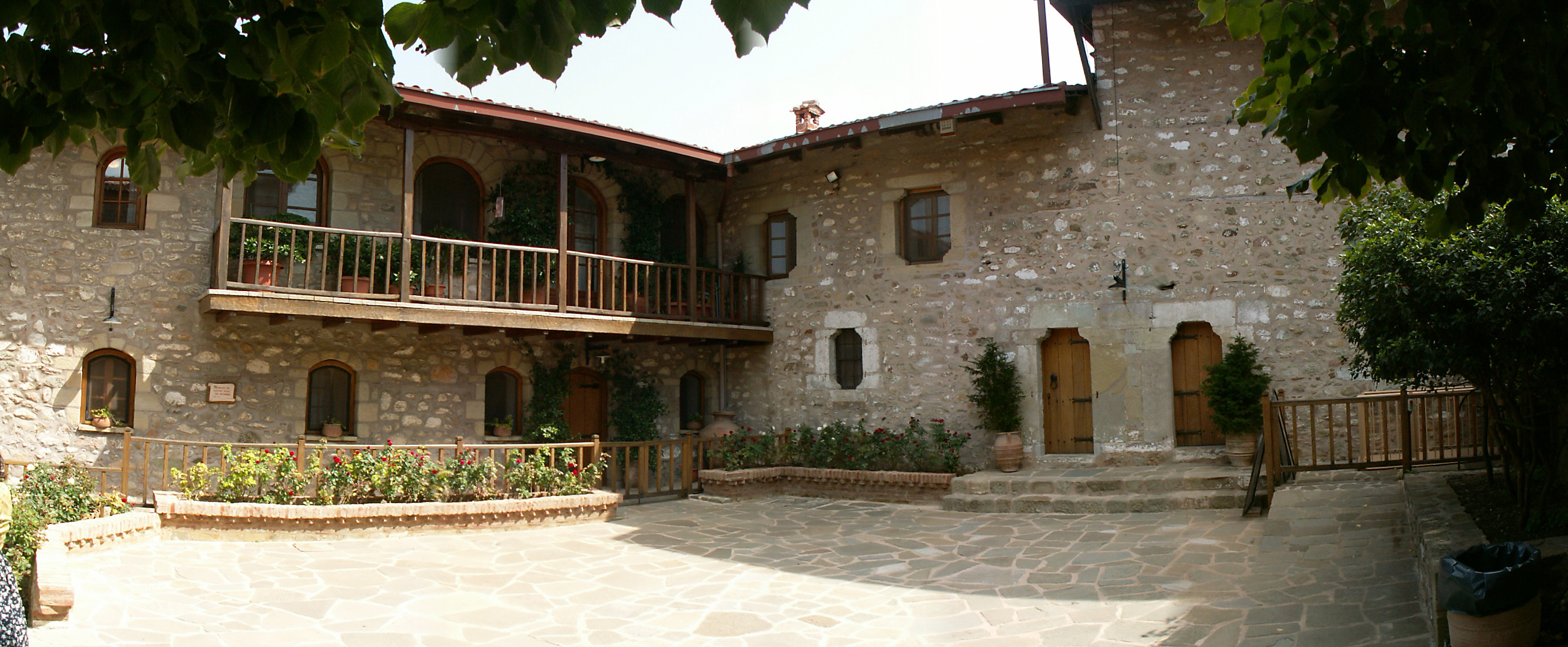
Двор монастыря святого Стефана

В настоящее время действует только шесть монастырей:
- мужские — «Преображения», «Варлаама», «Святого Николая Анапавсаса», «Святой Троицы»;
- женские — «Русану или монастырь святой Варвары», «Святого Стефана»[2].

Другие же либо превратились в руины, либо вообще исчезли.

### Преображенский монастырь (Великий Метеор)

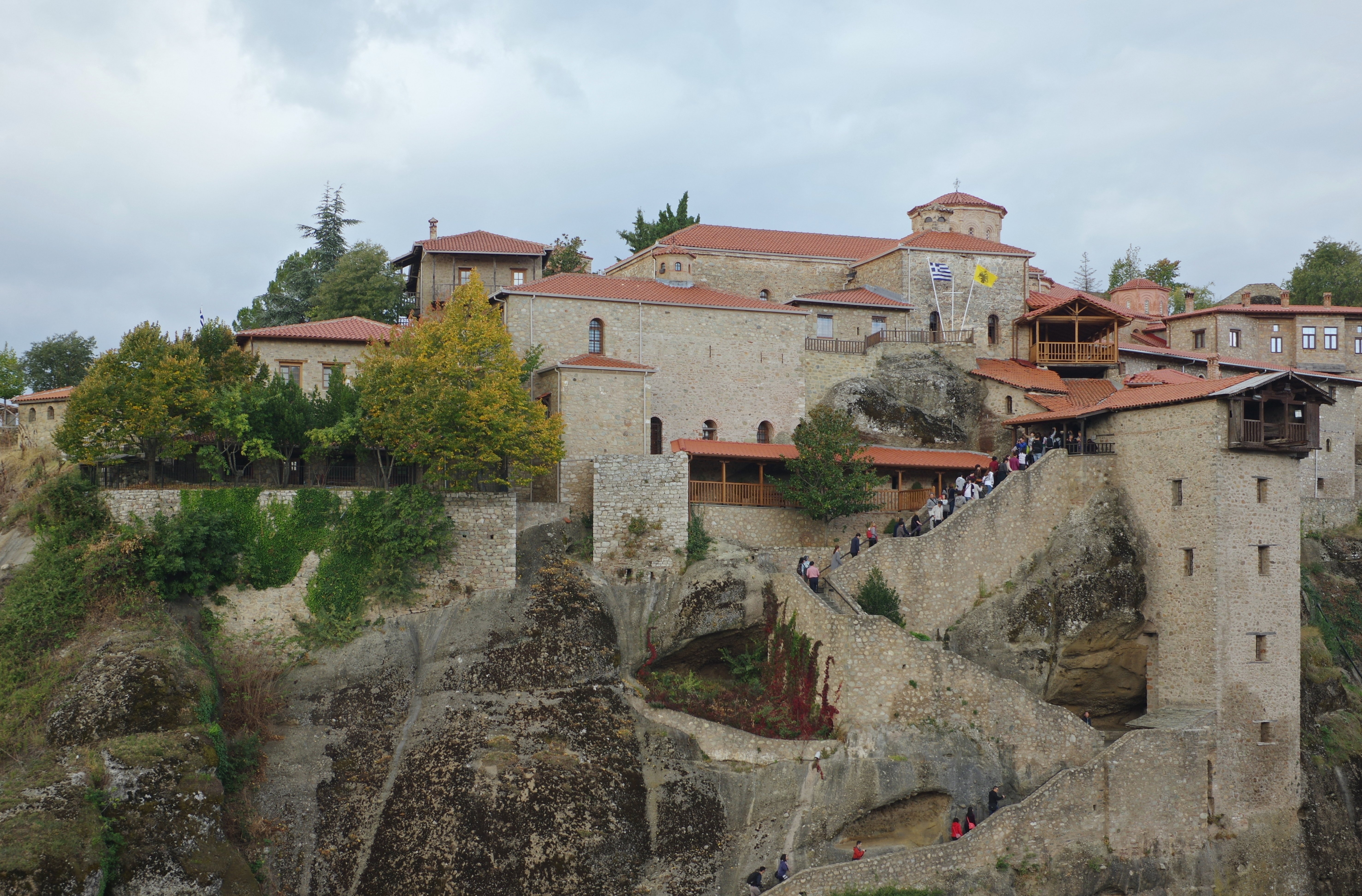
Преображенский монастырь

Мужской монастырь Преображения Господня (греч. της Μεταμόρφωσης του Σωτήρος), известный также как Великий Метеор (греч. Μεγάλο Μετέωρο) расположен на самой высокой (613 метров) и большой по площади скале (6 га). Основан Афанасием Метеорским около 1340 года.
Главный собор монастыря (кафоликон) — Преображенский собор — построен в 1388 году по подобию Афонских храмов, крестообразный в плане c с апсидами по бокам и двенадцатигранным куполом, высотой 24 метра и длиной 32 м. Придел опирается на четыре колонны, все стороны которых, также как и потолок, покрыты фресками на религиозные сюжеты со сценами мучения святых. В северной части придела располагается захоронение основателей монастыря преподобных Афанасия и Иоасафа, а рядом изображены они сами, держащие в руках монастырь. Иоасаф (до пострига был последним сербским царём в 1371—1372 годы) расширил Преображенский собор, украсил его иконами и обеспечил необходимыми священными сосудами. Он помогал и другим обителям Метеор, защищая их права царскими грамотами.

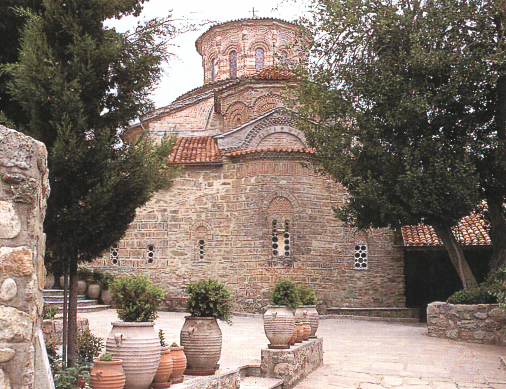
Кафоликон Преображенского монастыря

В 1484 году собор был восстановлен и заново расписан, о чём свидетельствует надпись на южной стороне алтаря. Новый этап реконструкции собора пришёлся на середину XVI века, когда после посещения Метеоры патриархом Иеремией I монастырский комплекс вступил в период наивысшего расцвета. В это время была построена значительная часть дошедших до нас построек монастыря (больница, кухня, трапезная, дом для престарелых монахов), а Преображенский собор обрёл нынешний вид. Сохранившаяся роспись собора фресками высокого художественного уровня была выполнена в 1552 году неизвестным мастером. В 1791 году для собора был изготовлен деревянный резной иконостас с позолотой, украшенный фигурками животных и растений. Примечателен также деревянный резной трон игумена с перламутровой инкрустацией (начало XVII века).
В храме находится большое количество ценных икон XIV-XVI веков, а в бывшей трапезной расположен музей монастырских драгоценностей. Среди сокровищ монастыря особо выделяются: древнейшая по времени греческая рукопись 861 года; двустворчатая икона Богоматери, вклад Марии Палеолог, сестры одного из основателей монастыря; часть Золотой буллы с подписью императора Андроника Палеолога; полностью расшитая плащаница XIV века; четыре иконы XVI века: Рождество Христово, Распятие Христово, Страсти Христовы, Богоматерь Скорбящая.
У входа в монастырь находится полуразрушенный скит святого Афанасия. Это маленькая постройка, затерянная в скале. Там в пещере жил основатель монастыря, а позади от входа находятся небольшая часовня и склеп.
Монастырь неоднократно разграблялся турками (например, в 1609 и 1616 годах), в 1633 году пережил сильный пожар. Для более безопасного подъёма в монастырь в 1922 году в скале были прорублены ступени, но сетка до сих пор используется для подъёма провизии и других необходимых для жизни обители предметов. Монастырь пострадал во время Второй мировой войны; после восстановления монастырских строений в помещениях Мегала Метеора была открыта гостиница, однако впоследствии монастырь вновь стал действующим.

### Монастырь Варлаама
Монастырь Варлаама (греч. Μονή Βαρλαάμ) или Всех Святых (греч. Αγίων Πάντων).
В середине XIV века схимник Варлаам поднялся на скалу и воздвиг несколько келий и маленькую церковь, которую посвятил Трём Святителям. Там он обитал до конца своих дней в полном одиночестве. После его смерти все помещения оставались необитаемы долгие годы.

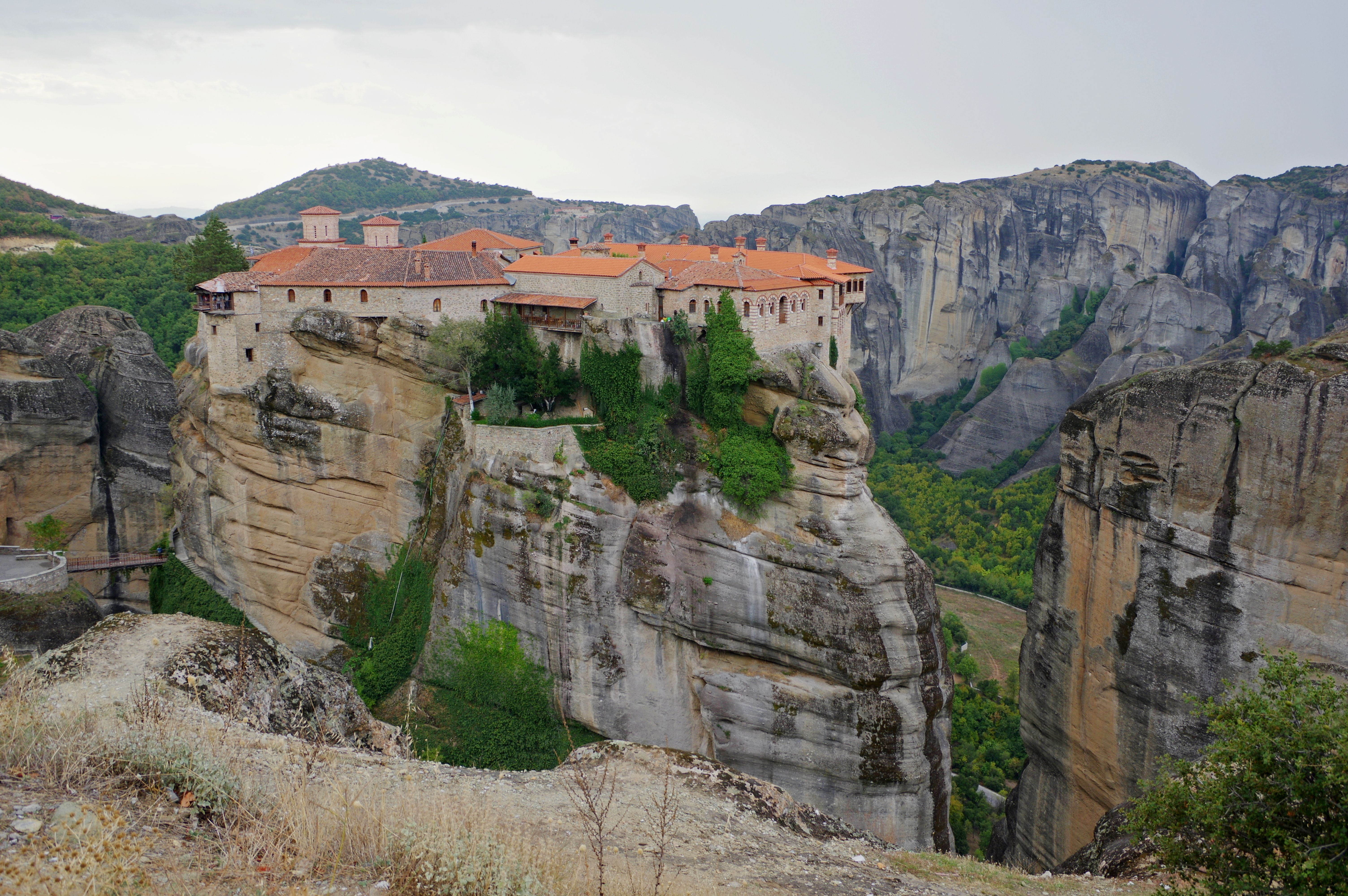
Монастырь Варлаама

В 1518 году два брата, монахи Нектарий и Феофан, происходившие из знатного рода Апсарадов из города Янина, до этого прожившие семь лет на столпе Предтечи в Преображенском монастыре (Великий Метеор) поднялись на скалу с единственной целью — отреставрировать превратившуюся в руины церковь Трех Святителей, построенную Варлаамом. Однако братья после восстановления церкви остались на скале и постепенно к ним присоединились другие монахи, число которых к середине XVI века достигло 30 человек. В 1542 году братьями была построена новая просторная церковь с двумя куполами, построенная по подобию Афонских церквей, посвященная Всем Святым, ставшая кафоликоном монастыря. После смерти братьев — Феофана в 1544 году и Нектария в 1550 году монастырь продолжал процветать, получая от верующих земельные угодья, виноградники, оливковые плантации и деревни. В 1922 году для более удобного подъёма к монастырю в скале были прорублены ступени. 
Церковь Трех Святителей, однонефная базилика, при её последнем восстановлении в 1627 году была расписана фресками схимником Ефремом Сирийским, одним из самых известных насельников монастыря, плодотворным церковным автором.
В 1550-х—1560-х годах церковь Всех Святых была расписана известным живописцем Франко Кателано (роспись основного храма была окончена в 1566 году). Также в церкви имеется несколько мозаик из слоновой кости и перламутра. В юго-восточном углу притвора находится захоронение основателей монастыря Нектария и Феофана.
В монастырской трапезной расположен музей, где хранится крупное собрание редких рукописей, вышитых золотом плащаниц, резных деревянных крестов исключительно тонкой работы. Особо следует выделить переносные иконы поствизантийского периода, а также Евангелие императора Константина Багрянородного.

### Монастырь Святой Троицы

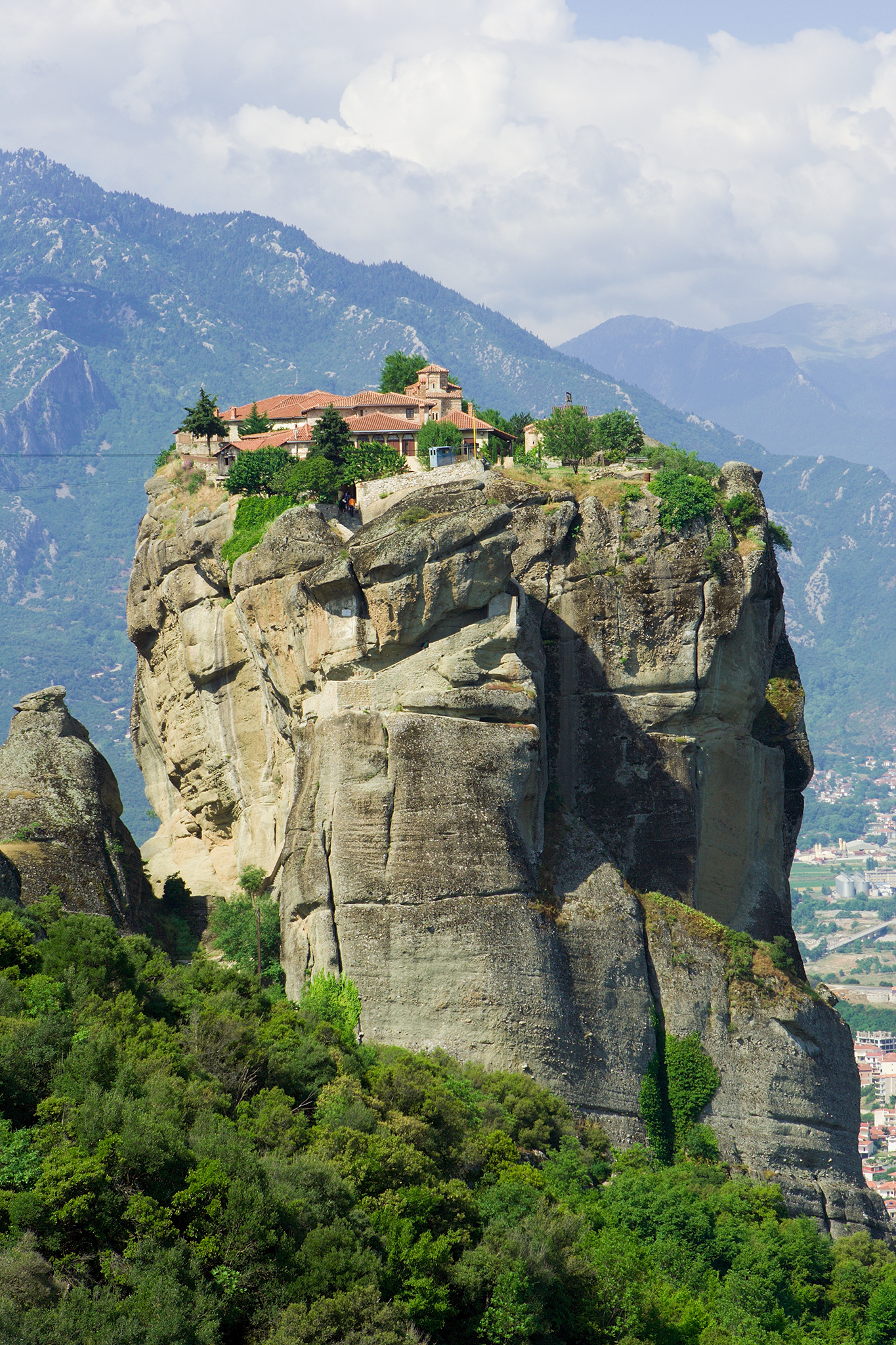
Монастырь Святой Троицы

Скала, на которой стоит мужской монастырь Святой Троицы (греч. Μονή Αγίας Τριάδος), представляет собой наиболее впечатляющий вид Метеор: утёс высотой 400 метров, у подножья в глубине лежит русло реки Пиньос, а над ней — вершины поросшего лесом горного хребта Пиндос.
Точных данных об основании монастыря не сохранилось, он был построен где-то в период с 1458 по 1476 год. Также достоверно неизвестно, является ли упоминаемый в монастырских хрониках монах Дометий его основателем.
В 1925 году при игумене Никандре в скале прорубили 140 ступеней, которые вслед за тропинкой у подножья скалы ведут в монастырь. При подъёме у входа в монастырь находится вырубленный в скале маленький храм Святого Иоанна Предтечи. Он был построен и расписан в 1682 году монахом Никодимом, о чём свидетельствует надпись над входом с внутренней стороны здания, прочитанная французским археологом XIX века Л. Хозе. Вероятно до того как были пробиты ступени, здесь было место затворничества какого-то схимника.
В северо-западной части монастыря находится кафоликон, посвящённый Святой Троице. Это маленький собор в византийском стиле, крестообразный, с двумя колоннами, низким куполом, состоит из центральной части, притвора и ризницы. Храм был основан во второй половине XV века. Согласно имеющийся в соборе надписи фрески в нём были выполнены в 1741 году священнослужителем Анатолием и его родным братом Никодимом. Придел перекрыт полусферическим перекрытием, над внутренней частью двери имеется надпись, которая сообщает, что придел был построен в 1689 году, а первый раз расписан фресками в 1692 году. Справа от алтаря расположена ризница, большинство сокровищ которой были расхищены во времена иностранных завоеваний неизвестными варварами вместе с монастырскими колоколами. Удалось сохранить 26 старинных икон, которые в настоящее время находятся в монастыре Варлаама, а также 40 рукописей, которые переданы в монастырь святого Стефана. В 1979 году был украден древний деревянный иконостас собора вместе с иконами, вместо него был установлен новый позолоченный иконостас с иконами Христа (1662 года) и Богоматери (1718 года). Одно из главных сокровищ монастыря — Евангелие в серебряном окладе, изданное в 1539 году в Венеции.

### Монастырь Русану или святой Варвары

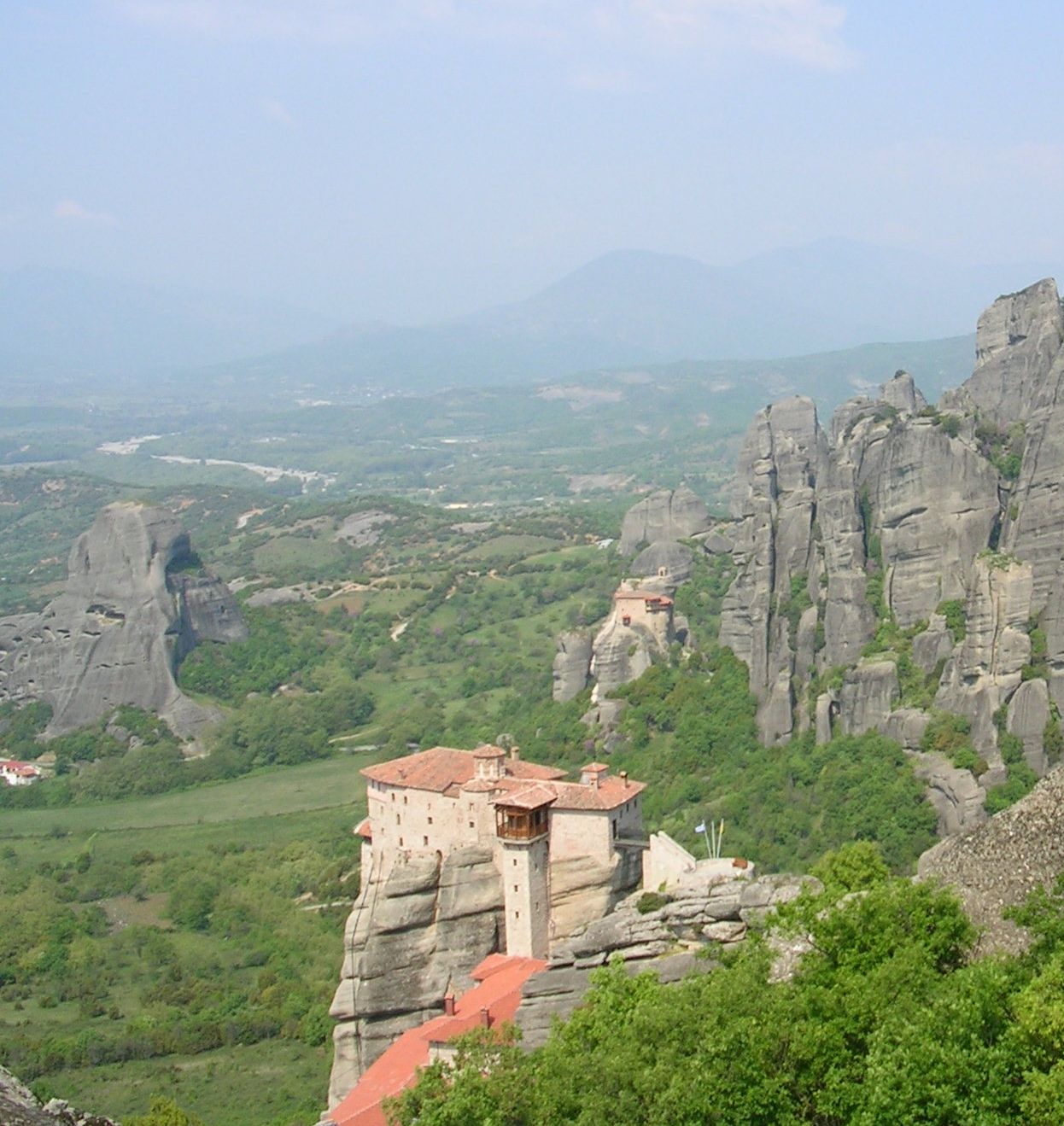
Монастырь Русану

Время создания монастыря Русану (греч. Μονή Ρουσάνου) или Арсани (греч. Αρσάνη) и происхождение его названия доподлинно неизвестны. По одной версии основателем монастыря был некий Русанос, выходец из местечка Росана. По другим неподтвержденным источникам монастырь был основан в 1288 году иеромонахами Никодимом и Бенидиктом. Точно известно, что в 1545 году по разрешению митрополита города Ларисы Виссариона и игумена монастыря Великого Метеора выходцы из Эпира — братья иеромонахи Иоасаф и Максим, построили монастырский кафоликон в византийском стиле на месте разрушенной церкви Преображения и отреставрировали монастырь, который действовал в форме общежительного.

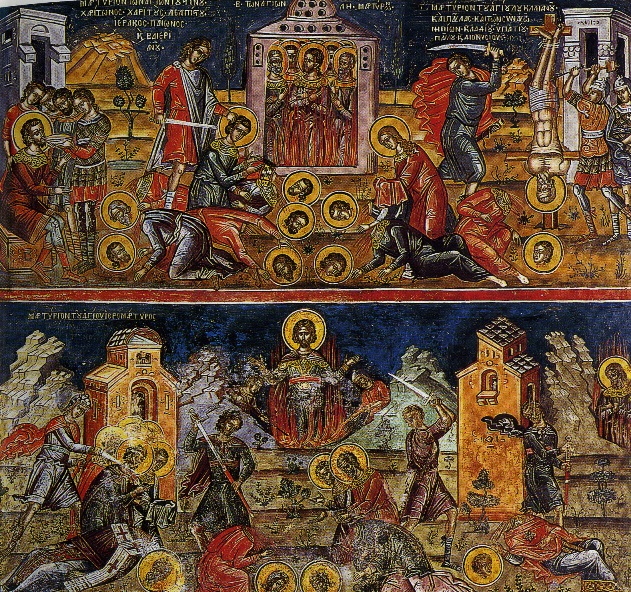
Мучения святых (фреска притвора кафоликона)

Монастырь неоднократно расхищался. Те его реликвии, которые дошли до наших дней, хранятся сейчас в Преображенском монастыре (Великий Метеор). Во время турецких гонений 1797 года и греко-турецкой войны 1897 года в стенах обители укрывались жители окрестных селений. В 1897 году к монастырю были подведены два деревянных моста, заменившие верёвочные лестницы, которыми пользовались монахи прежде (в 1930 году эти мосты были заменены современными). В 1940 году монастырь пришёл в упадок и лишился своих насельников. С 1950 года старица Евсевия из соседней деревни Кастраки в одиночку сохраняла трехэтажное строение монастыря; после смерти старицы в 1971 году монастырь закрыли из-за плохого технического состояния. В 1980-х годах силами Греческой Археологической службы монастырские сооружения были восстановлены, и в настоящее время в них действует женский монастырь, получивший своё второе название в честь святой Варвары.
Кафоликон монастыря — церковь Преображения с нетипичным алтарем, обращенным к северу, представляет собой двустолпное крестовокупольное сооружение с притвором. Церковь была расписана в 1560 году неизвестными иконописцами критской школы. Эти росписи не были записаны в последующие века и сохранились в хорошем первоначальном состоянии. Исключительную ценность представляют собой фрески притвора — страдания святых и «Восшествие на престол» — многофигурная композиция с ангелами, душами усопших и огненной рекой ада. Также большую ценность представляет деревянной резьбы с позолотой иконостас.

### Монастырь Святого Стефана

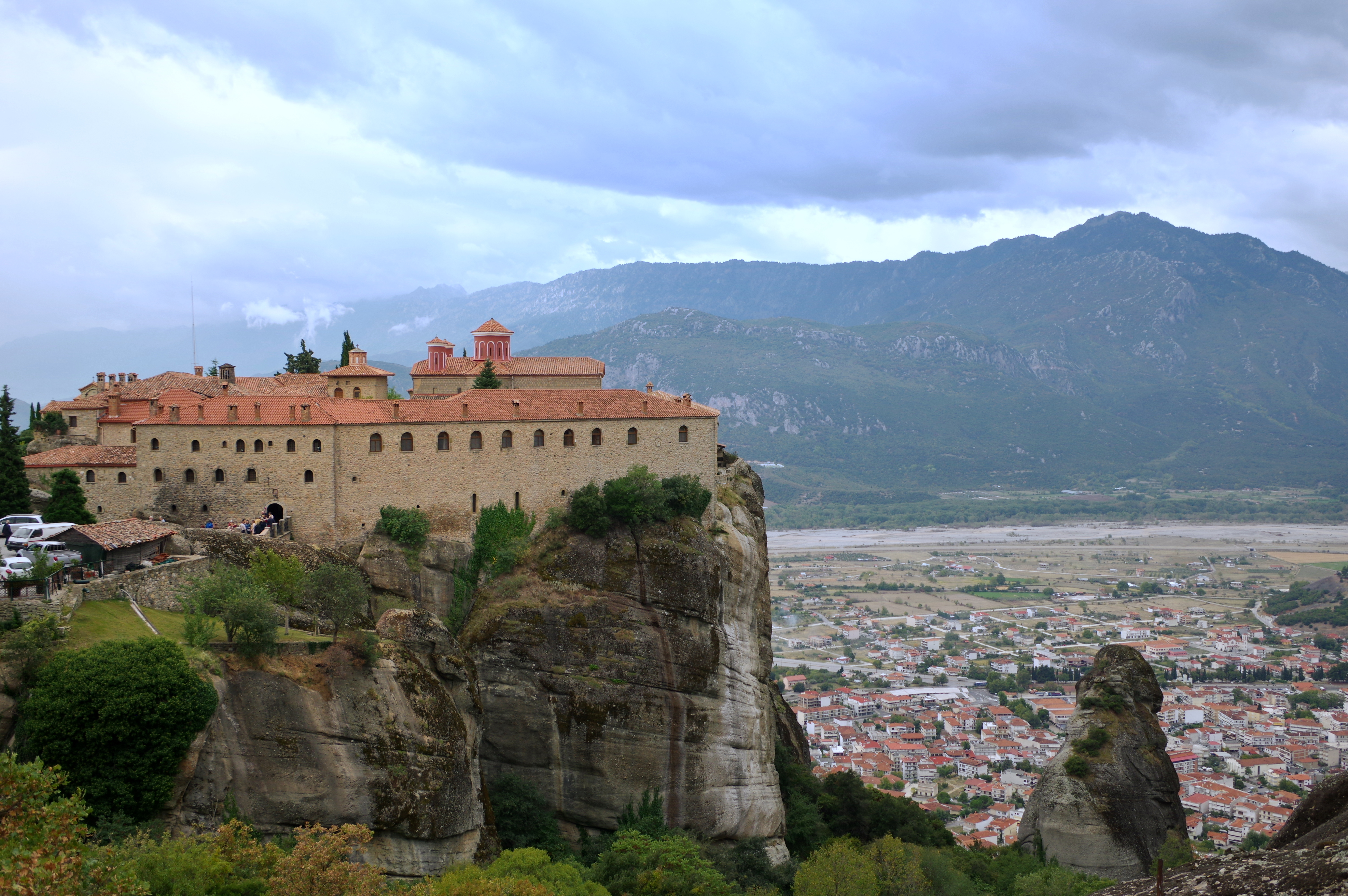
Монастырь святого Стефана

Монастырь Святого Стефана (греч. Αγίου Στεφάνου) — самый богатый из метеорских монастырей. Он расположен на огромной скале, возвышающейся над городом Каламбака. Вход в монастырь наиболее доступен и осуществляется по единственному пешеходному мосту длиной 8 метров.
На каменной арке над входом в 1927 году обнаружили ранее замурованную плиту с надписью «6770 год. Иеремия», которая означает, что некий отшельник по имении Иеремия жил на этой скале уже в 6770 году от сотворения мира, то есть в 1192 году от рождества Христова. Предположительно, этот отшельник и другие монахи соорудили здесь несколько келий, цистерну для сбора дождевой воды и построили маленькую часовню святого Стефана. Основание самого монастыря относится к концу XIV века. Он был построен Антонием Катакузиносом (племянником Симеона Уроша, сыном которого был один из основателей Великого Метеора Иоасаф) и Филофеем Сиатинским, чьи образы запечатлены в маленькой церкви на территории монастыря. В 1545 году константинопольский патриарх Иеремия I провозгласил монастырь ставропигальным и вывел его из-под юрисдикции епархии Стаги. Долгие годы  монастырю щедро благотворили правящие дома Румынии. Во время турецкого владычества обитель вела просветительскую деятельность; на монастырские средства была построена школа в близлежащем городе Каламбака.
В 1798 году была сооружена церковь святого Харлампия — кафоликон монастыря. Церковь большей частью не расписана, иконостас выполнен в технике резьбы по дереву и украшен позолоченным крестом.
В конце XIX века в обители проживал 31 монах, но к 1960 году монастырь почти опустел и в 1961 году был преобразован в женский, и сегодня процветает.
Монастырская трапезная, построенная в 1857 году, используется для экспозиции монастырских реликвий, к наиболее ценным из которых относятся: дискос с потиром (1631 год); множество переносных икон XVII—XVIII веков; рукопись Божественной литургии 1404 года, написанная одним из основателей монастыря.
Монастырь ведёт большую просветительскую работу в области возрождения византийской музыки, проводит обучение в области иконографии.

### Монастырь Святого Николая Анапавсаса

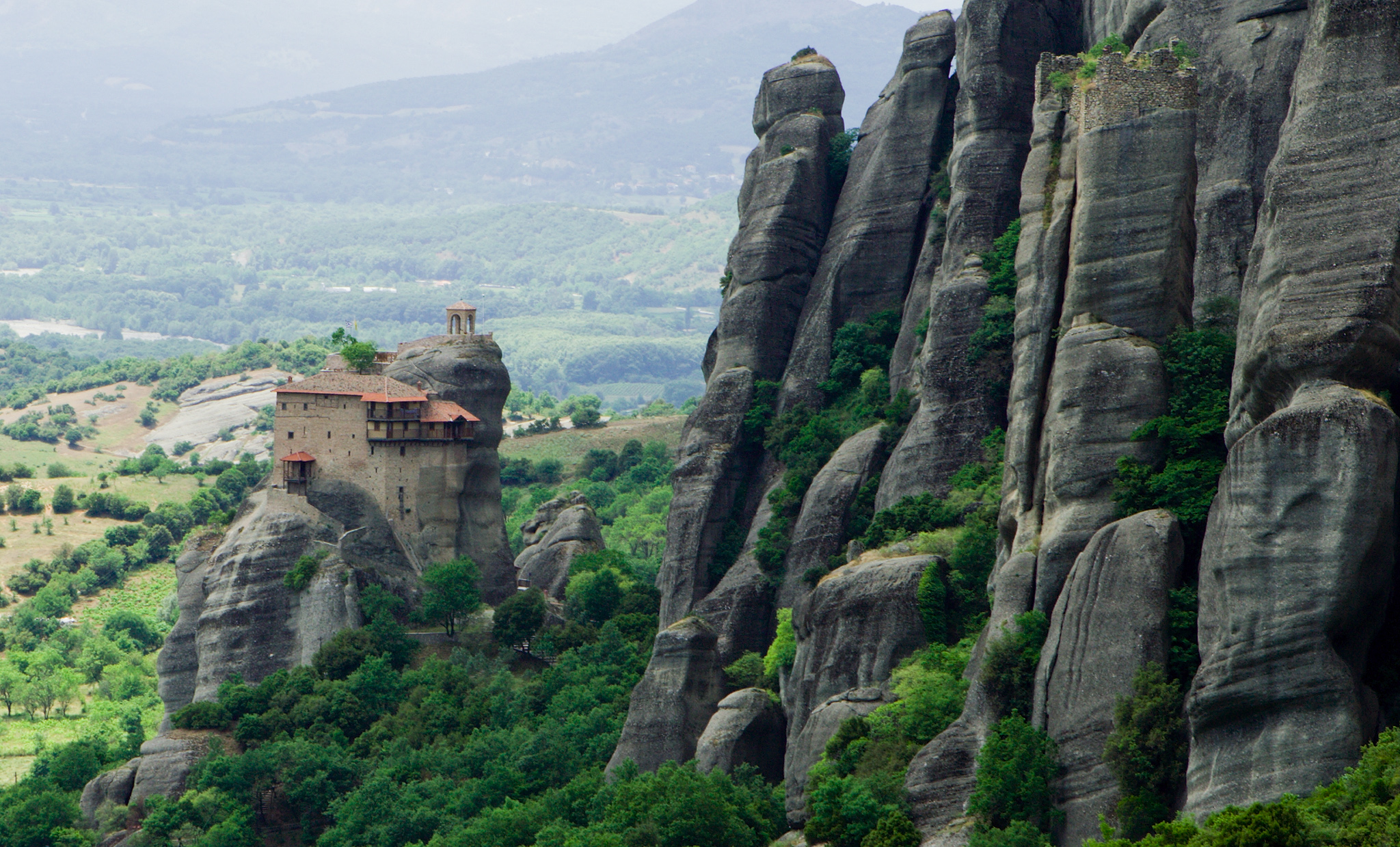
Монастырь Святого Николая Анапавсаса

Монастырь святого Николая Анапавсаса (греч. του Αγίου Νικολάου Αναπαυσά), называемый также Радостным (греч. Άσμενος). Время основания монастыря точно неизвестно, предположительно, первые монахи появились на этой скале в XII—XIII веках. Основание монастыря приписывается монаху Никанору, имевшему фамилию Анапавсас (Αναπαυσάς), которая и вошла в название монастыря. Впрочем, не исключено, что эпитет Αναπαυσάς (успокоитель) связан с самим монастырём как местом, дающим душевный и физический покой монахам и гостям монастыря. Первые письменное упоминание о монастыре относится к 1392 году. 
Небольшая площадь скалы, на которой расположен монастырь, вынудила монахов разместить храмы, кельи и подсобные постройки на нескольких уровнях, что создаёт впечатление лабиринта.
У входа в монастырь, в ущелье скалы, находится небольшая церковь святого Симеона.
На первом уровне расположена маленькая церковь, посвящённая святому Антонию. Её алтарь имеет площадь всего 4 квадратных метра и может вместить только одного священнослужителя.
На втором уровне расположен собор святого Николая — кафоликон монастыря. Собор построен в форме прямоугольника без окон и увенчан низким куполом, при этом притвор собора столь просторный, что создаётся впечатление, что изначально он был построен как монастырский двор. Алтарь вынужденно обращён на север. Стены собора украшены фресками Феофана Стрелидзаса, выдающегося иконописца критской школы. Собор святого Николая был построен около 1527 года на средства митрополита города Ларисы Дионисия и иеромонаха и экзарха Стаги Никанора, о чём свидетельствует надпись, находящаяся над входом в собор.

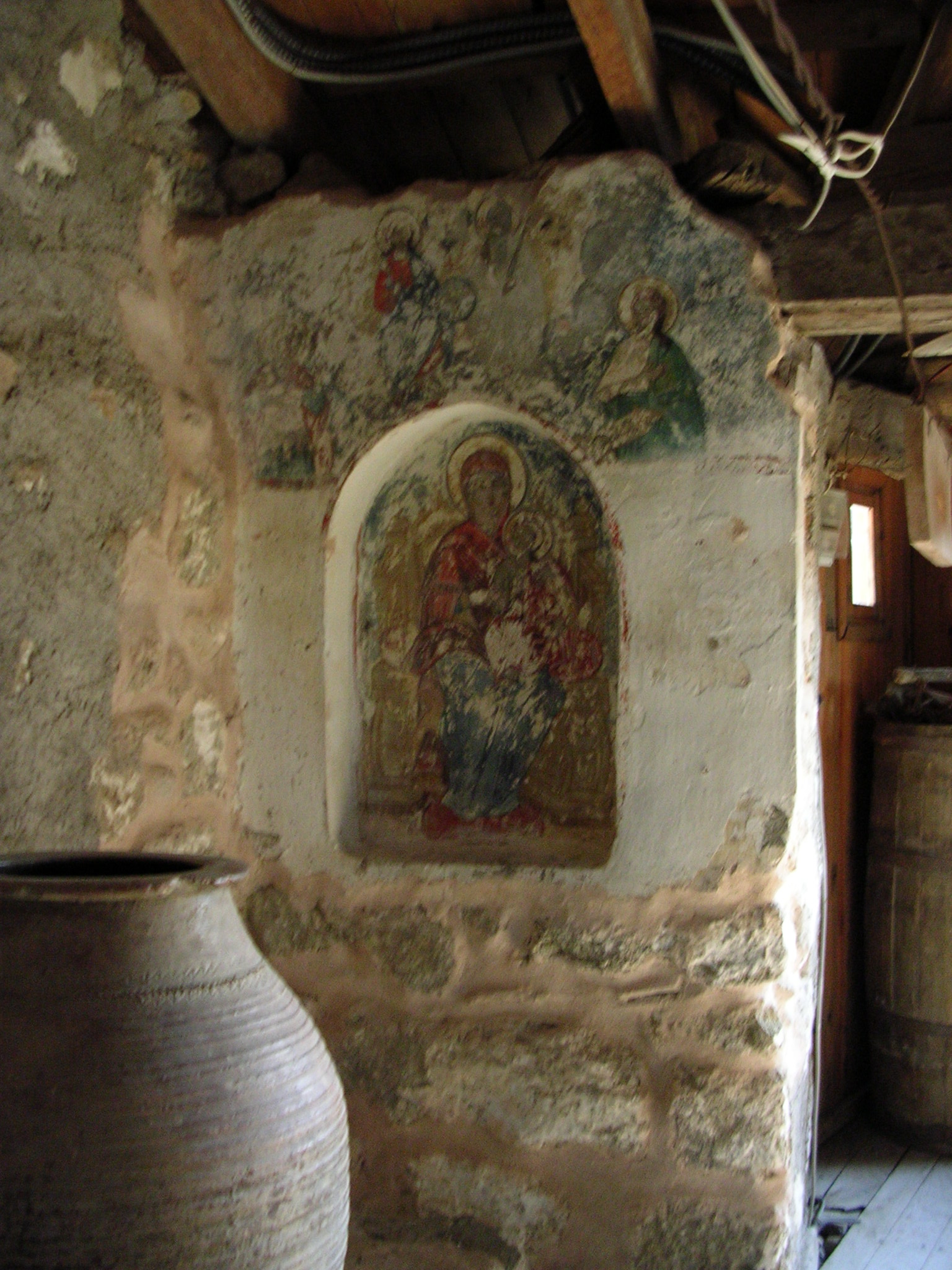
Фреска с изображением Богородицы в монастыре Святой Троицы

На третьем уровне находятся кельи, старая трапезная, используемая как приемная для почетных посетителей, маленькая церковь святого Иоанна Предтечи и склеп с черепами монахов.
В начале XX века монастырь Святого Николая опустел, его здания постепенно приходили в упадок, а хранившиеся в нём ценные рукописи были перенесены в монастырь Святой Троицы; в 1960-х годах силами министерства археологии Греции монастырь был восстановлен и в настоящее время действует.

## Порядок посещения монастырей
Монастыри открыты для посещения верующими и туристами в установленные дни и часы. Вход для граждан Греции бесплатный, для остальных — 5 евро.
Режим посещения монастырей:
| Наименование монастыря                    | Зимой (1/11-31/03)       | Летом (1/04-31/10)       | Закрыт                                   |
| ----------------------------------------- | ------------------------ | ------------------------ | ---------------------------------------- |
| Преображенский монастырь (Великий Метеор) | 9:00-16:00               | 9:00 - 17:00             | Вторник (зимой и летом), Среда (зимой)   |
| Монастырь Варлаама                        | 9:00-16:00               | 9:00-16:00               | Четверг (зимой), Пятница (зимой и летом) |
| Монастырь Святой Троицы                   | 10:00-16:00              | 9:00-17:00               | Среда (зимой), Четверг (зимой и летом)   |
| Монастырь Русану или святой Варвары       | 9:00-14:00               | 9:00-16:00               | Среда                                    |
| Монастырь Святого Стефана                 | 9:30-13:00 и 15:00-17:00 | 9:00-13:00 и 15:00-17:00 | Понедельник (зимой и летом)              |
| Монастырь Святого Николая Анапавсаса      | 9:00-14:00               | 9:00-15:30               | Пятница (зимой и летом)                  |

## Монастыри Метеоры в культуре
- Второй студийный альбом рок-группы Linkin Park назван в честь этих монастырей — «Meteora».
- Монастырь Святой Троицы использовался при съёмках фильма «Только для ваших глаз» из цикла фильмов о Джеймсе Бонде.
- В художественном фильме Спироса Статулопулоса «Метеора» действие происходит в двух из монастырей.
- В сериале «Хроники молодого Индианы Джонса» действие второй части четвертой серии происходит в монастырях Метеоры в 1910 году.